# Crotalus pricei
La serpiente de cascabel de dos manchas (Crotalus pricei) es una especie de víbora de foseta, familia Viperidae. La especie es endémica del sudoeste de los Estados Unidos y del norte de México. Se reconocen actualmente dos subespecies.

## Etimología
El nombre binomial, pricei, es en honor a William Wightman "Billy" Price (1871-1922), un biólogo de campo, que recogió los primeros especímenes de la especie.

## Descripción
Los adultos de C. pricei no suelen superar los 50-60 cm de longitud total (incluida la cola). La longitud total máxima registrada en un ejemplar de esta especie es de 66 cm (26 pulgadas).
El patrón de color consiste en una base de un color gris azulado, gris pardo o marrón medianamente rojizo a rojizo, generalmente motas marrones recorren su cuerpo. Esto se superpone con una serie de manchas dorsales que tienden a dividirse a lo largo del medio, para formar 39-64 pares.

## Distribución
C. pricei se distribuye por los Estados Unidos, en el sudeste de Arizona. En el norte de México, se encuentra en la Sierra Madre Occidental en Sonora, Chihuahua y Durango. También se ha encontrado en la Sierra Madre Oriental en el sudeste de Coahuila, Nuevo León y Tamaulipas, con registros aislados en San Luis Potosí y Aguascalientes. La localidad tipo dada es "Huachua Mts., Arizona" (Condado de Cochise, Arizona, Estados Unidos).

## Estado de conservación
Esta especie, C. pricei, está clasificada como de preocupación menor en la Lista Roja de la UICN (v3.1, 2001). Las especies se denominan como tales debido a su amplia distribución, a su presunta gran población o a que es poco probable que disminuyan con la rapidez suficiente para poder ser incluidas en una categoría de más amenaza. Las poblaciones se consideraron estables cuando se evaluaron en 2007.

## Subespecies
Actualmente se reconocen dos subespecies:
- C. p. miquihuanus, (Gloyd, 1940): México, sureste de Coahuila, Nuevo León y Tamaulipas
- C. p. pricei, (Van Denburgh, 1895): Estados Unidos: sudeste de Arizona, México: Sonora, Chihuahua y Durango